# 桃園市政府財政局
桃園市政府財政局（Department of Finance, Taoyuan），簡稱「桃園市財政局」，桃園市政府財政局係所屬桃園市政府的一級機關。

## 歷史沿革
- 2014年12月25日：隨桃園縣正式升格直轄市，桃園縣政府財政局隨之更名為桃園市政府財政局。

## 組織

### 行政單位
- 秘書室
- 人事室
- 會計室
- 政風室

### 業務單位
- 財務管理科
- 公用財產科
- 非公用財產科
- 金融菸酒科
- 集中支付科

## 外部連結
- 桃園市政府財政局 （页面存档备份，存于）（中文）